# کیم سو گیونگ
کیم سو گیونگ (انگلیسی: Kim Su-gyong؛ زادهٔ ۴ ژانویهٔ ۱۹۹۵) بازیکن فوتبال اهل کره شمالی است.
از باشگاه‌هایی که در آن بازی کرده‌است می‌توان به اشاره کرد.
وی همچنین در تیم‌های ملی فوتبال North Korea women's national under-17 football team, North Korea women's national under-20 football team، و زنان کره شمالی بازی کرده‌است.